# 썬더버드 알 고
썬더버드 알 고(Thunderbirds Are Go)는 ITV 스튜디오와 푸케코 픽처스가 제작한 SF TV 프로그램이다. 컴퓨터 생성 애니메이션과 실사 모델의 조합을 사용한다. 이 작품은 태평양의 비밀 섬 기지에서 트레이시 가족이 운영하는 구조 조직인 인터내셔널 레스큐(International Rescue, IR)의 활약을 따라가는 게리와 실비아 앤더슨이 만든 선더버드 (텔레비전 프로그램) 시리즈의 리메이크이다. 작전에서 육상, 해상, 항공 및 우주 구조를 위해 기술적으로 진보된 선박을 사용하며, 그중 가장 중요한 것은 트레이시 형제 5명이 조종하는 썬더버드라는 차량 세트이다.
이 프로그램은 2015년 4월 4일에 첫 방송되어 2020년 2월 22일에 종료되었으며, 3개 시리즈에 걸쳐 78개의 에피소드로 진행되었다. 원작 시리즈의 평론가와 팬들로부터 호평을 받았으며, 방송 이후 다양한 상품화 분야를 탄생시켰다.